# Кінг-Артур-Парк (Монтана)
Кінг-Артур-Парк (англ. King Arthur Park) — переписна місцевість (CDP) в США, в окрузі Ґаллатін штату Монтана. Населення — 1549 осіб (2020).

## Географія
Кінг-Артур-Парк розташований за координатами 45°40′5″ пн. ш. 111°7′43″ зх. д. / 45.66806° пн. ш. 111.12861° зх. д. (45.667942, -111.128674).  За даними Бюро перепису населення США в 2010 році переписна місцевість мала площу 0,86 км², з яких 0,82 км² — суходіл та 0,04 км² — водойми. В 2017 році площа становила 1,21 км², з яких 1,17 км² — суходіл та 0,04 км² — водойми.

## Демографія
Згідно з переписом 2010 року, у переписній місцевості мешкало 738 осіб у 325 домогосподарствах у складі 184 родин. Густота населення становила 858 осіб/км².  Було 353 помешкання (410/км²).
Расовий склад населення:
| - 91,9 % — білих - 2,3 % — корінних американців - 1,4 % — азіатів - 0,7 % — чорних або афроамериканців |

До двох чи більше рас належало 2,8 %. Частка іспаномовних становила 2,6 % від усіх жителів.
За віковим діапазоном населення розподілялося таким чином: 18,7 % — особи молодші 18 років, 74,1 % — особи у віці 18—64 років, 7,2 % — особи у віці 65 років та старші. Медіана віку мешканця становила 31,4 року. На 100 осіб жіночої статі у переписній місцевості припадало 103,9 чоловіків;  на 100 жінок у віці від 18 років та старших — 98,7 чоловіків також старших 18 років.
Середній дохід на одне домашнє господарство  становив 67 291 долар США (медіана — 60 282), а середній дохід на одну сім'ю — 63 688 доларів (медіана — 49 076). Медіана доходів становила 37 569 доларів для чоловіків та 27 444 долари для жінок. За межею бідності перебувало 4,5 % осіб, у тому числі 0,0 % дітей у віці до 18 років та 0,0 % осіб у віці 65 років та старших.
Цивільне працевлаштоване населення становило 646 осіб. Основні галузі зайнятості: науковці, спеціалісти, менеджери — 23,2 %, освіта, охорона здоров'я та соціальна допомога — 17,0 %, будівництво — 14,2 %, оптова торгівля — 12,5 %.